# Dendropanax larensis
Dendropanax larensis är en araliaväxtart som beskrevs av Julian Alfred Steyermark. Dendropanax larensis ingår i släktet Dendropanax och familjen Araliaceae. Inga underarter finns listade.